# Moritz von Bardeleben (General)
Karl Moritz Ferdinand von Bardeleben (* 7. Juli 1777 in Prenzlau; † 14. Februar 1868 in Koblenz) war ein preußischer General der Infanterie und Gouverneur der Festung Koblenz und Ehrenbreitstein.

## Leben

### Herkunft
Seine Eltern waren der Oberst Heinrich Ferdinand von Bardeleben (* 1748; † 1. November 1822) und dessen Ehefrau Julie Lucie, geborene von Blankenburg. Sein Vater war Kommandeur des Infanterieregiments „Prinz Heinrich von Preußen“ und Erbherr auf Wartekow.

### Werdegang
Bardeleben kam am 15. Juni 1791 als Gefreitenkorporal in das Infanterieregiment „von Kleist“ der Preußischen Armee und wurde am 7. Oktober 1792 vereidigt. Er kämpfte im Ersten Koalitionskrieg bei der Kanonade von Valmy, in den Gefechten bei Igelsberg und Schierhöhle sowie in der Schlacht bei Kaiserslautern. Außerdem nahm er an den Kämpfen bei Oberursel, Hochheim, Burrweiler, Roth, Limbach, Johanniskrug sowie der Belagerung von Landau teil. Am 6. Februar 1797 wurde er zum Sekondeleutnant befördert. 1806 geriet er im Vierten Koalitionskrieg durch die Kapitulation von Ratekau in Kriegsgefangenschaft.
Nach dem Frieden von Tilsit erhielt Bardeleben am 20. August 1808 seinen Abschied als Kapitän und wurde am 22. April 1809 als Stabskapitän dem Leib-Infanterie-Regiment Nr. 9 aggregiert.  Am 26. Mai 1809 erhielt er erneut seinen Abschied mit der Erlaubnis, in fremde Dienste treten zu dürfen. Bardeleben wollte in österreichische Dienste treten, aber bei seiner Ankunft in Wien war der Fünfte Koalitionskrieg bereits beendet. Am 17. Februar 1810 wurde er als Stabskapitän wieder in der Preußischen Armee angestellt und der Brandenburgischen Artilleriebrigade aggregiert. Mit seiner Beförderung zum Kapitän erfolgte am 24. Juli seine Versetzung zur Schlesischen Artilleriebrigade, wo Bardeleben am 11. März 1812 zum Kompaniechef ernannt wurde. Am 9. Mai 1813 kam er als Artillerieoffizier in die Festung Spandau.
Während der Befreiungskriege fungierte Bardeleben ab 4. Oktober 1813 als Stabsoffizier der Artillerie beim IV. Armee-Korps und in dieser Stellung avancierte er am 4. Juni 1814 mit Patent vom 13. Juni 1814 zum Major. Für die Belagerung und die Einnahme von Torgau erhielt Bardeleben das Eiserne Kreuz II. Klasse und für Wittenberg das Kreuz I. Klasse. 1815 kämpfte er in den Schlacht bei Ligny, Belle Alliance und Paris sowie den Gefechten bei Aubervilliers und der Belagerung von Mézieres. Am 20. April 1815 kam er in das Oberkommando unter Blücher. Von dort wurde Bardeleben am 3. Oktober 1815 in den Generalstab versetzt sowie am 2. November 1815 zum Oberstleutnant befördert.
Am 16. März 1816 kam er als Brigadier in die Garde-Artillerie-Brigade und war ab dem 28. Februar 1817 zeitgleich auch Mitglied der Kommission zur Prüfung für die Premierleutnants der Artillerie. Am 30. März 1823 wurde er mit Patent vom 16. April 1823 zum Oberst befördert und 1825 mit dem Dienstkreuz ausgezeichnet. Am 15. Januar 1827 beauftragte man Bardeleben mit der Wahrnehmung der Geschäfte als Kommandeur der 3. Artillerie-Inspektion und am 30. März 1828 wurde er der Garde-Artillerie-Brigade aggregiert. Am 22. November 1830 erhielt er den Königlich Preußischen St. Johanniter-Orden. Mit Patent vom 6. April 1834 wurde Bardeleben am 30. März 1834 zum Generalmajor befördert sowie zum Inspekteur der 3. Artillerie-Inspektion ernannt. In dieser Eigenschaft erhielt er am 27. September 1834 den russischen Sankt-Stanislaus-Orden I. Klasse. Am 13. September 1839 wurde er als Inspekteur in die 4. Artillerie-Inspektion versetzt und am 12. September 1842 zum Generalleutnant befördert. Aus Anlass seines 50-jährigen Dienstjubiläums erhielt Bardeleben am 7. Oktober 1840 den Roten Adlerorden I. Klasse mit Eichenlaub. Am 14. Dezember 1843 wurde er als Gouverneur in die Festung Koblenz und Ehrenbreitstein versetzt. Am 1. Februar 1844 erhielt er für die Dauer seiner Dienstzeit eine persönliche Zulage von 600 Talern. Am 11. April 1848 wurde Bardeleben mit einer Pension von 4000 Talern in den Ruhestand versetzt. In Würdigung seiner Verdienste erhielt er am 18. Juli 1850 den Charakter als General der Infanterie.
Vom 18. November 1850 bis zum 2. Januar 1851 war er als Stellvertreter des Kommandierenden Generals des VIII. Armee-Korps tätig. Am 18. Januar 1861 wurde ihm das Großkreuz des Roten Adlerordens verliehen. Er starb am 14. Februar 1868 in Koblenz und wurde dort am 17. Februar 1868 dort beigesetzt.
Im Jahr 1825 schrieb der Generalleutnant Braun in seiner Beurteilung: „Zeigt in seinem Benehmen Umsicht, gute militärische Ansichten und viel natürlichen Verstand, ist mithin sehr dienstbrauchbar. Seine Brigade ist in vorzüglichem Stande, was man seinem Diensteifer zuschreiben muß. Ein lebhaftes Temperament soll ihn früher zu raschen, nicht immer gehörig erwogenen Schritten verleitet haben, die den Anschein von Wiedersetzung hatten.“

### Freimaurer
Bardeleben war Mitglied der St.-Johannis-Loge Friedrich zur Vaterlandsliebe in Koblenz, die zur Großen National-Mutterloge Zu den drei Weltkugeln gehörte. Anlässlich seines 50-jährigen Dienstjubiläum wurde von dieser die von Bardeleben-Stiftung gegründet.

### Familie
Bardeleben heiratete am 25. April 1806 in Berlin die Saloniere Henriette Karoline Charlotte Hübschmann (* 1780; † 1852 in Dresden), eine Tochter des Berliner Postdirektors Johann Friedrich Hübschmann (1741–1798), später in Emmerich, und der Sophie Amalie Hübschmann, geb. Lanz (1745–1827). Die Ehe wurde am 4. Juni 1811 geschieden. Das Paar hatte folgende Kinder:
- Moritz Hermann Julius (* 17. Oktober 1807; † jung)
- Adolf Hermann Leo (* 1. März 1809; † 1. April 1821)

Moritz von Bardeleben heiratete in zweiter Ehe am 21. September 1814 in Berlin Charlotte Ernestine Klaproth (* 16. April 1790; † 10. Februar 1868), die Tochter des Chemikers Martin Heinrich Klaproth. Das Paar hatte folgende Kinder:
- Heinrich Albert Moritz (1814–1890), Oberpräsident der Rheinprovinzen
- Juliane Hermine Henriette (* 16. August 1816; † 4. April 1817)

## Werke
- Brief van Karl Moritz Ferdinand von Bardeleben an Caroline Charlotte Henriette Hübschmann, 1806